# Петър Илиев (революционер)
Петър Илиев е български революционер, деец на Вътрешната македоно-одринска революционна организация.

## Биография
Петър Илиев е роден около 1870 година в град Прилеп, тогава в Османската империя. Присъединява се към ВМОРО и е последователно четник на Бончо Василев и на Тане Николов.